# Vanesa Danko
Vanesa Dalma Danko (* 13. April 2005) ist eine ungarische Tennisspielerin.

## Karriere
Danko spielt bislang überwiegend Turniere der ITF Juniors World Tennis Tour und der ITF Women’s World Tennis Tour.
Danko war mit 13 Jahren die erfolgreichste ungarische Tennisspielerin der Altersgruppen-Weltrangliste im Bereich der Mädchen unter 14 Jahren. Auf der Juniorinnentour gelangen ihr 2020 bis 2022 vier Titelgewinne im Einzel und zwei im Doppel, während sie auf der Profitour der Erwachsenen noch keinen Titel gewinnen konnte.
Im Februar 2022 gewann Danko mit dem Sieg im Dameneinzel der Pécs Indoor National Championships ihren ersten Titel bei den Erwachsenen.
Danko spielte im Juli 2022 ihr erstes Turnier der WTA Tour, als sie eine Wildcard für die Qualifikation zum Hungarian Grand Prix erhielt. Sie verlor aber bereits ihr Auftaktmatch gegen Jesika Malečková mit 3:6 und 2:6.